# UFC Fight Night 6
UFC Fight Night 6: Sanchez vs. Parisyan è stato un evento di arti marziali miste tenuto dalla Ultimate Fighting Championship il 17 agosto 2006 al Red Rock Resort Spa a Las Vegas in Nevada.
In Italia la card principale è stata trasmessa in pay per view su Sky Sport alle ore 3:00 italiane.

## Retroscena
Il main event della serata tra Diego Sanchez e l'ex contendente al titolo Karo Parisyan ha avuto un alto interesse poiché il vincitore avrebbe decretato il contendente al titolo UFC dei pesi welter.
Il guadagno della serata è stato di $173.500.

## Main Card
- Incontro Pesi Welter:

 Diego Sanchez contro Karo Parisyan
Sanchez sconfisse Parisyan per decisione unanime (29-28, 29-28, 30-26).
- Incontro Pesi medi:

 Chris Leben contro  Jorge Santiago
Leben sconfisse Santiago per KO (pugni) al minuto 0:35 del round 2.
- Incontro Pesi medi:

 Dean Lister contro  Yuki Sasaki
Lister sconfisse Sasaki per decisione unanime (30-27, 30-27, 30-27).
- Incontro Pesi Welter:

 Josh Koscheck contro  Jonathan Goulet
Koscheck sconfisse Goulet per sottomissione (pugni) al minuto 4:10 del round 1.